# Jan Stake
Jan Stake, född 1971, är en svensk civilingenjör och professor i mikrovågs- och terahertzteknik vid Chalmers tekniska högskola.
Stake tog civilingenjörsexamen 1994 i elektroteknik och disputerade 1999 med en avhandling om generation av signaler i millimetervågsområdet. 2006 blev han professor vid Chalmers tekniska högskola.